# Micrurus pyrrhocryptus
Micrurus pyrrhocryptus este o specie de șerpi din genul Micrurus, familia Elapidae, descrisă de Edward Drinker Cope în anul 1862. A fost clasificată de IUCN ca specie cu risc scăzut. Conform Catalogue of Life specia Micrurus pyrrhocryptus nu are subspecii cunoscute.